# Revda
Revda - Ревда (rus) és un possiólok de l'óblast de Múrmansk, a Rússia.

## Etimologia
El nom prové d'un petit llac verí, que en rus vol dir alguna cosa com «reserva d'aigua per a rens».

## Geografia
Revda es troba al centre de la península de Kola, més enllà del cercle polar àrtic i en una zona de tundra.